# Sesostris (genre)
Pour les articles homonymes, voir Sésostris.
Genre
Sesostris est un genre d'opilions laniatores de la famille des Assamiidae.

## Distribution
Les espèces de ce genre se rencontrent en Tanzanie, en Ouganda, au Rwanda, au Burundi et au Congo-Kinshasa.

## Liste des espèces
Selon World Catalogue of Opiliones (16/06/2021) :
- Sesostris brevipes Kauri, 1985
- Sesostris gracilis Sørensen, 1910
- Sesostris insulanus Roewer, 1912
- Sesostris maculatus Roewer, 1915
- Sesostris maculifer Kauri, 1985

## Publication originale
- Sørensen, 1910 : « Opiliones. » Wissenschaftliche ergebnisse der Schwedischen zoologischen expedition nach dem Kilimandjaro, dem Meru und den umgebenden Massaisteppen Deutsch-Ostafrikas 1905-1906, unter leitung von prof. dr. Yngve Sjöstedt, Stockholm, vol. 3, no 20, p. 59–82 (texte intégral).